# Доммел
Доммел (нидерл. Dommel) — небольшая река, протекающая через бельгийскую провинцию Лимбург и нидерландскую провинцию Северный Брабант. Доммел относится к бассейну Мааса. Длина реки — 80 км.
Начинаясь в Пере, Доммел, протекая через Оверпелт и Нерпелт, пересекает бельгийско-нидерландскую границу. Высота истока — 75 м над уровнем моря. В Нидерландах на Доммеле лежат Велдховен и Эйндховен, Сон-эн-Брёгел и Синт-Уденроде, Бокстел и Синт Михилсгестел. В Хертогенбосе, Доммел сливается с Aa, образуя Дизе. Доммел насчитывает более двадцати притоков. Как в Бельгии, так и в Нидерландах по берегам Доммела расположено множество водяных мельниц. Одна из них, в Оверпелте, упомянута уже в 710 году. В приграничной области Доммел протекает по природному заповеднику.
Исторически Доммел играл более значительную роль, чем сегодня. При римлянах он, возможно, был судоходен. Ситуация изменилась примерно к середине XV века: в результате вырубки прибрежных лесов и наносов песка река обмелела и стала меандрировать. В XIX—XX веках она была частично убрана в канализационные трубы, а её русло спрямлено. Сегодня меандры сохранились только между Сон-эн-Брёгел и Синт-Уденроде.

## Галерея

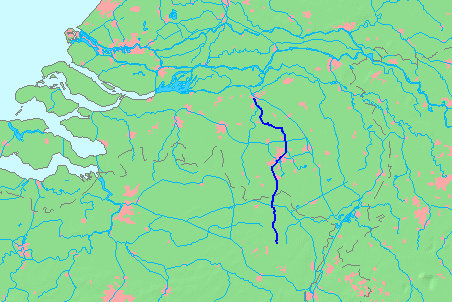
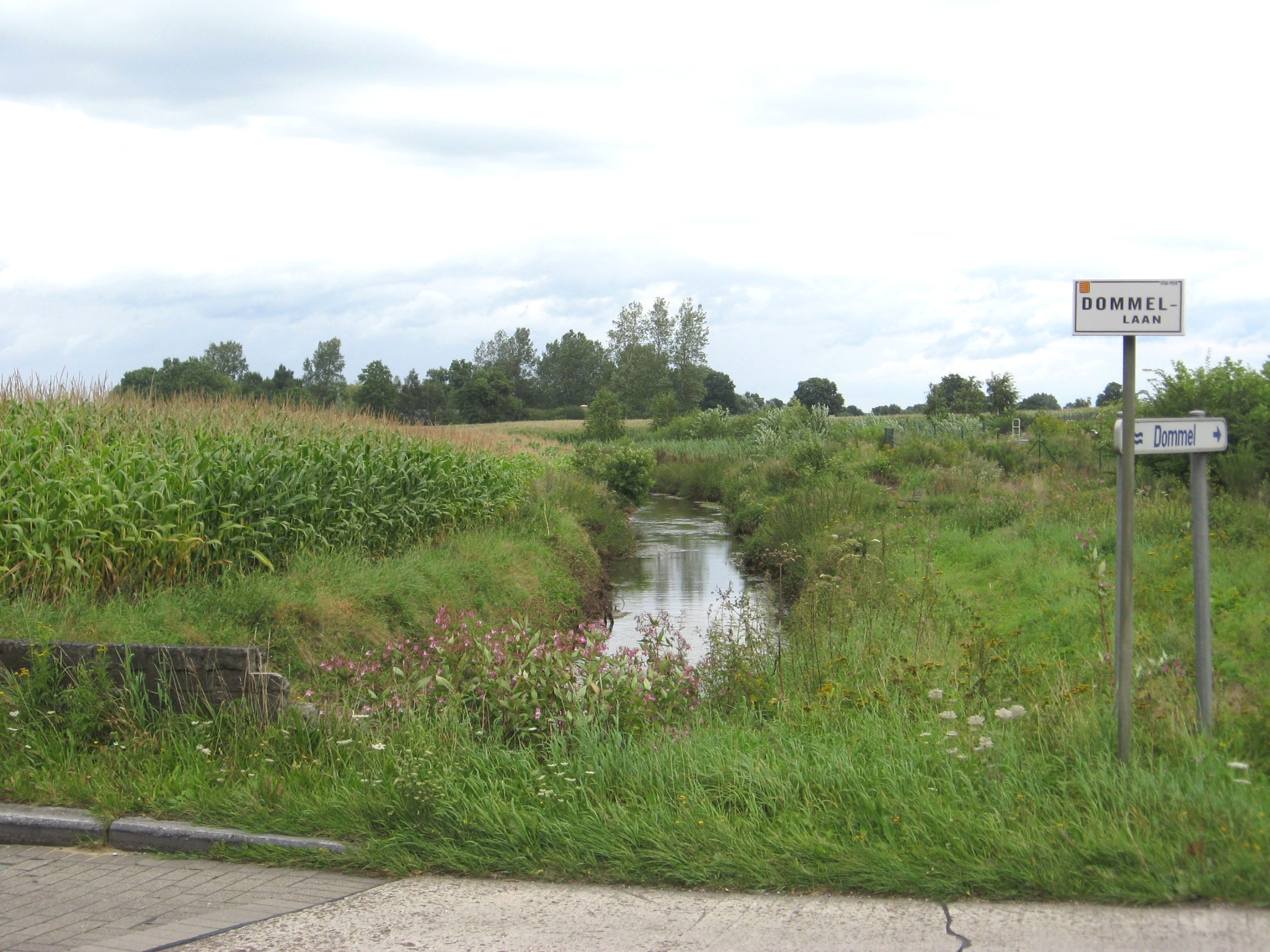
Доммел в Оверпелте.
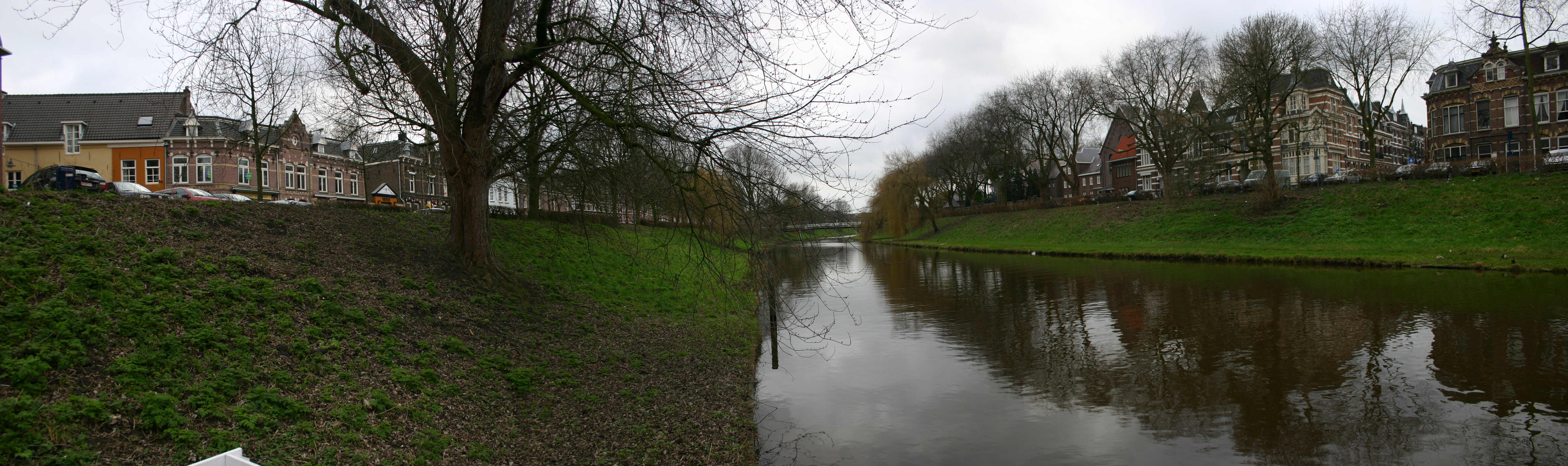
Доммел в Хертогенбосе.
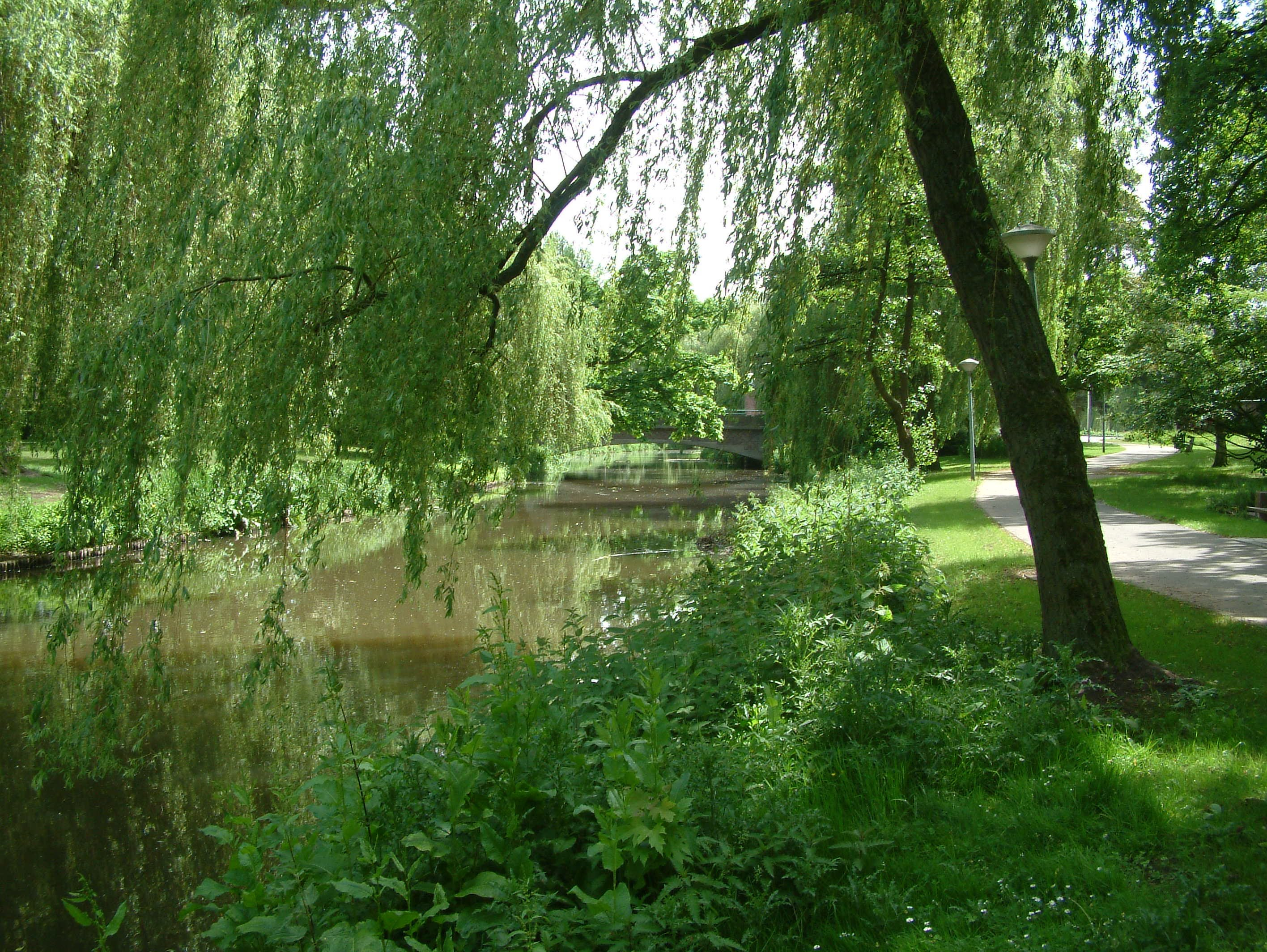
Доммел в Эйндховене.